# Essigsäurephenylester
Essigsäurephenylester ist eine chemische Verbindung aus der Gruppe der Acetate. 
Essigsäurephenylester sollte nicht mit der isomeren Phenylessigsäure bzw. deren Anion (2-Phenylacetat, C8H7O2−), das in Säugetieren beim Phenylalanin-Stoffwechsel vorkommt, verwechselt werden.

## Eigenschaften
Essigsäurephenylester hat einen Flammpunkt von 77 °C.

## Verwendung
Essigsäurephenylester wird als Zwischenprodukt zur Herstellung anderer chemischer Verbindungen verwendet.